# Inwestycja celu publicznego
Inwestycja celu publicznego – działanie o znaczeniu lokalnym (gminnym) i ponadlokalnym (powiatowym, wojewódzkim i krajowym), stanowiące realizację celów, o których mowa w art. 6 ustawy z dnia 21 sierpnia 1997 r. o gospodarce nieruchomościami.
Celami publicznymi w rozumieniu tej ustawy są:
1. wydzielanie gruntów pod drogi publiczne i drogi wodne, budowa, utrzymywanie oraz wykonywanie robót budowlanych tych dróg, obiektów i urządzeń transportu publicznego, a także łączności publicznej i sygnalizacji;
2. wydzielenie gruntów pod linie kolejowe oraz ich budowa i utrzymanie;
3. wydzielanie gruntów pod lotniska, urządzenia i obiekty do obsługi ruchu lotniczego, w tym rejonów podejść, oraz budowa i eksploatacja tych lotnisk i urządzeń;
4. budowa i utrzymywanie ciągów drenażowych, przewodów i urządzeń służących do przesyłania płynów, pary, gazów i energii elektrycznej, a także innych obiektów i urządzeń niezbędnych do korzystania z tych przewodów i urządzeń;
5. budowa i utrzymywanie sieci transportowej dwutlenku węgla;
6. budowa i utrzymywanie publicznych urządzeń służących do zaopatrzenia ludności w wodę, gromadzenia, przesyłania, oczyszczania i odprowadzania ścieków oraz odzysku i unieszkodliwiania odpadów, w tym ich składowania;
7. budowa oraz utrzymywanie obiektów i urządzeń służących ochronie środowiska, zbiorników i innych urządzeń wodnych służących zaopatrzeniu w wodę, regulacji przepływów i ochronie przed powodzią, a także regulacja i utrzymywanie wód oraz urządzeń melioracji wodnych, będących własnością Skarbu Państwa lub jednostek samorządu terytorialnego;
8. opieka nad nieruchomościami stanowiącymi zabytki w rozumieniu przepisów o ochronie zabytków i opiece nad zabytkami;
9. ochrona Pomników Zagłady w rozumieniu przepisów o ochronie terenów byłych hitlerowskich obozów zagłady oraz miejsc i pomników upamiętniających ofiary terroru komunistycznego;
10. budowa i utrzymywanie pomieszczeń dla urzędów organów władzy, administracji, sądów i prokuratur, uczelni publicznych, federacji podmiotów systemu szkolnictwa wyższego i nauki, o których mowa w art. 165 ust. 1 pkt 1 ustawy z dnia 20 lipca 2018 r. – Prawo o szkolnictwie wyższym i nauce (Dz.U. z 2024 r. poz. 1571), szkół publicznych, państwowych lub samorządowych instytucji kultury w rozumieniu przepisów o organizowaniu i prowadzeniu działalności kulturalnej, a także publicznych: obiektów ochrony zdrowia, przedszkoli, domów opieki społecznej, placówek opiekuńczo-wychowawczych, obiektów sportowych;
11. budowa i utrzymywanie obiektów oraz pomieszczeń niezbędnych do realizacji obowiązków w zakresie świadczenia usług powszechnych przez operatora wyznaczonego w rozumieniu ustawy z dnia 23 listopada 2012 r. – Prawo pocztowe (Dz.U. z 2025 r. poz. 366), a także innych obiektów i pomieszczeń związanych ze świadczeniem tych usług;
12. budowa i utrzymywanie obiektów oraz urządzeń niezbędnych na potrzeby obronności państwa i ochrony granicy państwowej, a także do zapewnienia bezpieczeństwa publicznego, w tym budowa i utrzymywanie aresztów śledczych, zakładów karnych oraz zakładów dla nieletnich;
13. poszukiwanie, rozpoznawanie, wydobywanie złóż kopalin objętych własnością górniczą;
14. poszukiwanie lub rozpoznawanie kompleksu podziemnego składowania dwutlenku węgla oraz podziemne składowanie dwutlenku węgla;
15. zakładanie i utrzymywanie cmentarzy;
16. ustanawianie i ochrona miejsc pamięci narodowej;
17. ochrona zagrożonych wyginięciem gatunków roślin i zwierząt lub siedlisk przyrody;
18. wydzielanie gruntów pod publicznie dostępne samorządowe: ciągi piesze, place, parki, promenady lub bulwary, a także ich urządzanie, w tym budowa lub przebudowa;
19. wykonywanie urządzeń lub budowli służących zapobieganiu lub zwalczaniu chorób zakaźnych zwierząt;
20. inne cele publiczne określone w odrębnych ustawach.